# Juliane Klein
Juliane Klein (geboren 3. November 1966 in Berlin) ist eine deutsche Komponistin und Verlagsleiterin.

## Leben
Juliane Klein hat ab 1978 als Jungstudentin an der Hochschule für Musik „Hanns Eisler“ Berlin die Fächer Klarinette, Klavier, Komposition, Tonsatz und Improvisation studiert, und war von 1989 bis 1992 an derselben Hochschule Dozentin für Tonsatz und Komposition. Zusammen mit Thomas Bruns gründete sie 1987 das „Kammerensemble Neue Musik Berlin“, dessen Leitung sie bis 1991 innehatte. Von 1993 bis 1997 folgte ein Aufbaustudium bei Helmut Lachenmann in Stuttgart. 1999 gründete sie den Musikverlag „Edition Juliane Klein“.
Als Komponistin erhielt sie Aufenthaltsstipendien an der Puschkinskaja Desjat St. Petersburg (1995), der Cité Internationale des Arts Paris (1997), im Künstlerhof Schreyahn (2001), im Künstlerinnenhof „Die Höge“ (2002), an der Musikakademie Schloss Rheinsberg (2003) und der Villa Massimo (Casa Baldi), Rom (2004). 2006 wurde sie mit dem Förderungspreis Musik des Kunstpreises Berlin ausgezeichnet.
Im Jahr 2010 eröffnete Juliane Klein eine eigene christlich-wissenschaftliche Praxis in Berlin.

## Kompositorisches Schaffen
Juliane Kleins Werkverzeichnis umfasst Werke für das Musiktheater, Solostücke, Lieder, Kammer- und Orchestermusik, aber auch Kompositionen für Kinder und Jugendliche. Die Staatsopern Berlin, Hannover und Stuttgart spielten Uraufführungen ihrer experimentellen Opernproduktionen, sie schrieb Auftragswerke für das Scharoun-Ensemble der Berliner Philharmoniker, den Deutschlandfunk Köln, das Freiburger Barockorchester, die Donaueschinger Musiktage, die Tage für neue Kammermusik in Witten, das „Ultraschall-Festival“ Berlin.

## Werke

### Solowerke
- Solo für Violoncello (1988)
- Verloren für Violine (1992/3)
- Die Dinge haben keinen Rand für Cembalo (1996)
- Aus der Wand die Rinne 1 für Violoncello (1996)
- Aus der Wand die Rinne 2 für Violine (1996)
- Aus der Wand die Rinne 3 für Oboe (1998)
- Aus der Wand die Rinne 4 für Akkordeon (1998)
- Aus der Wand die Rinne 5 für Klavier (1999)
- Aus der Wand die Rinne 6 für Klarinette (1999)
- Fünfmal Schreyahn für Perkussion (2001)
- Aus der Wand die Rinne 8 für Saxophon (2003)
- 38 für Bassklarinette (2004)
- 38b für Blockflöte (2005)
- Aus der Wand die Rinne 10 für Elektronik (2006)
- Aus der Wand die Rinne 11 für Theremin (2006)
- Aus der Wand die Rinne 12 für Video (2006)
- smartcard 1 für Klarinette (2006)
- Aus der Wand die Rinne 9 für Horn (2009)
- Aus der Wand die Rinne 13 für Flöte (2013)
- Aus der Wand die Rinne 14 für Kontrabass (2014)

### Kammermusik (2–4 Instrumente)
- Fünf Lieder nach Gedichten von Gottfried Benn für Sopran, Flöte und Gitarre (1986/7)
- Strahlen für Flöte und Harfe (1989)
- Stimmen inmitten der Wand für Saxophon und Flöte (1990)
- NETT für Altflöte, Viola, Kontrabass und Gitarre (1991)
- es1 für zwei Klaviere (1991)
- Drei Hände voll Sand für Streichquartett (1994)
- ..waren... I + II für Violine, Violoncello und Klavier (1995)
- Deckweiß für Klarinette, Bassklarinette, Flöte und Posaune (1998)
- Chanson-Tanz I für Akkordeon, Kontrabass und Klarinette (1998)
- Fünfgezackt in die Hand für Oboe und Percussion (2000)
- Lass für Subbassblockflöte und Bassflöte (2001)
- Spät 2 für Sopran und Klarinette (2001)
- Konzertstück I für Flöte, Percussion und Klavier (2001)
- kehren/Blätter für Sopran, Stimme und Klavier (2001)
- Geviert für Bariton, Trompete, Posaune und Kontrabass (2002)
- vexations für Stimme und Percussion (2002)
- mit für Oboe, Violoncello, Klavier und Percussion (2003)
- gedrillt für Flöte, Percussion und Gitarre (2003)
- 3 Lieder nach Klopstock für Sopran und Klavier (2004)
- Das Geheimnis der verzauberten Juwelen für Sprecher und Klavier (2004)
- Leicht wie Blätter sich legen für Perkussion und Oboe (2005)
- Das Dicke Kind für Sprecher und Klavier (2006)
- Die Perlenprinzessin, 7 Plastikpiraten und ein Stoffhund für Sprecher und Klavier (2006)
- ungetrennt für Streichquartett (2007)
- Geschwindigkeit für Streichquartett, Film ad lib. (2007)
- Fünfgezackt in die Hand - Version für Klarinette und Percussion (2007)
- Irgendwie Anders für Sprecher, Klavier, Chor (2008)
- Bauwerk 1 für 2 Violinen, Viola (2010)
- In Erinnerung an … Glück für 3 Posaunen, Orgel (2010)

### Kammermusik (5–15 Instrumente)
- Der Nachtwandler I für Flöte, Saxophon, Violine, Violoncello, Klavier und Sprecher (1990)
- Der Nachtwandler II für Klarinette, Horn, Kontrabass, Gitarre und Sopran (1991)
- Die Stockung für Oboe, Saxophon, Violine, Violoncello und Gitarre (1992)
- UEBERBLEIBSEL für fünf Spieler ad libitum (1992)
- ... und Aufstieg für Flöte, Klarinette, Oboe, Fagott, Horn und (1992)
- Ohne Tageslicht I Adaption für Bassflöte, Bassklarinette, Horn, Posaune, Violoncello und Kontrabass (1995)
- s-o-l-c-h-e w-o-l-k-e-n für 7 Instrumente, Stimme und Dirigent (1996)
- Fünf Margeriten für Flöte, Klarinette, Saxophon, Posaune, Violine, Viola, Violoncello, Kontrabass und Schlagwerk 1+2 (1997)
- Am Fenster für Flöte, Klarinette, Violoncello, Gitarre, Percussion und Sopran (1999)
- Ausgleich für Flöte, Klarinette, Oboe, Violoncello, Kontrabass, Percussion, Klavier und Sopran (2000)
- gehen für Streichquintett, Flöte, Oboe, Klarinette, Trompete, Posaune, Percussion, Sopran und Bariton (2000)
- keineß für Sopran, Flöte, Klarinette, Violine, Viola, Violoncello und Klavier (2000)
- Ohne Titel für Fünf Spieler (2000)
- inmitten für 11 Glocken (2001)
- Gegenstände durchdringen für Bläsersextett (2001)
- Abschied – Ankunft für Stimme, Violoncello 1 + 2, Akkordeon und Klavier (2001)
- EINSATZ (Widerspiegelung) für Tubax und 10 Instrumente (2002)
- Sendungen 1-24 für Stimme, Violoncello, Akkordeon, Klavier und Dia-Projektion (2002)
- 37 für Saxophonquartett und Streichquartett (2004)
- se vuoi für Theremin, Violine, Violoncello, Klavier und Percussion (2004)
- weit – weiter für Violine, Viola, Violoncello, Kontrabass, Flöte, Oboe, Klarinette, Fagott, Trompete, Posaune und Horn (2005)

### Vokalmusik
- Nicht uns, sondern … für Sopran- und Altstimmen (2008)
- und sein darf für Chor, Violoncelli, Akkordeongruppe (2008)

### Orchesterwerke
- Aufriss für 18 Streicher ohne Dirigenten (5-5-4-3-1) (1999)
- vertikal für Streicher (5-5-3-3-1), 2 Oboen, Flöte, Klarinette, 2 Fagott und 2 Hörner (2001)
- Suite für Streichtrio, Klavier, Sopran, Bariton und 13 Instrumente (2002)
- PSALM 23 für Sopran, Bariton und 17 Instrumentalisten (2003)
- ... und folge mir nach für Barockorchester: Streicher (4-4-2-2-1), 2 Flöten, 2 Oboen, 2 Fagotte, 2 Hörner und Cembalo (2005)
- ERDE für Orchester (2 Fl., 2 Ob., 2 Klar. 2 Fg., 2 Trp., 2 Hr., 2 Pos., Tb., 3 Schlgz., Streicher: 8-8-6-6-4), Schülergruppen (2010)

### Oper
- westzeitstory Tischoper im Maßstab H:0 für Mezzosopran, Tenor, Trompete, Percussion, Keyboard, Sprecher und 4 Tischspieler (2001/6)
- Arabische Pferde Flughafenoper für Sopran, Bariton, 2–4 Statisten, Streichquartett, Flöte, Klarinette, Posaune, Percussion (2002)
- Hyp’Op Musiktheatralisches Projekt für Kinder-Darsteller, Sopran, Bariton, Orchester und 5 mobile Spieler (2003)
- Glück Musiktheater nach Gottfried Benn und Oscar Wilde für 4 Solisten, Chor und Ensemble (2006)
- Sie ist 40 für Oper für eine Sängerin (2008)
- Der unsichtbare Vater nach dem gleichnamigen Buch von Amelie Fried, Mobile Oper für Tenor und Saxophon, Schlagzeug, Akkordeon (2009)
- Es ist einfach …für Musiktheatralisches Projekt für Stimmen, Schülerorchester, Chor und Hip-Hop-Gruppe (2010)
- Irgendwie Anders. Große Fassung für Bühne für Stimme, Klavier, Kinderchor, Mitwirkende (2011)
- Allein für 1 Sängerin, 1 Sänger, 6 Instrumentalisten (Klarinette, Akkordeon, Klavier, Schlagzeug, Violine, Violoncello) und 30 Zeitgenossen (2012)

## CDs
- Portrait-CD „Juliane Klein: mit / gehen / Fünfgezackt in die Hand / Aus der Wand die Rinne / Suite“  WERGO (WER 65592)
- se vuoi für Theremin, Violine, Violoncello, Klavier und Schlagzeug. Auf: „Touch! Don't Touch! Music for Theremin“  WERGO (WER 66792)
- ... und folge mir nach für Barockorchester. Auf: „About Baroque. Neue Kompositionen für das Freiburger Barockorchester“ harmonia mundi france (HMC 905187.88)